# Свято-Воскресенський кафедральний собор (Рівне)
Свято-Воскресенський кафедральний собор — православний храм у центрі міста Рівного (за адресою м. Рівне, вул. Соборна, 39).

## Архітектура
Воскресенський собор — хрестовокупольний, чотиристовпний, триапсидний з позакомарним покриттям. В західній частині собору влаштовані хори. Споруда збудована з цегли, з великою кількістю рустів та декору на фасадах. Собор складної об'ємної композиції завершений п'ятьма верхами. Верхи складаються з шоломоподібної форми куполів та завершень у вигляді маківок, які спираються на гранчасті в плані барабани. Над об'ємом притвору розташована дзвіниця, яка являє собою ажурну цегляну надбудову арочної форми з завершенням у вигляді маківки. З правої сторони від головного входу влаштовані закриті сходи до підземного храму. Вхід до підземного храму влаштований і в вівтарній частині храму. Входи в собор розташовані з західного, північного та південного боків. Це багато декоровані перспективні портали. До входів ведуть широкі парадні сходи, викладені з каменю-пісковика.

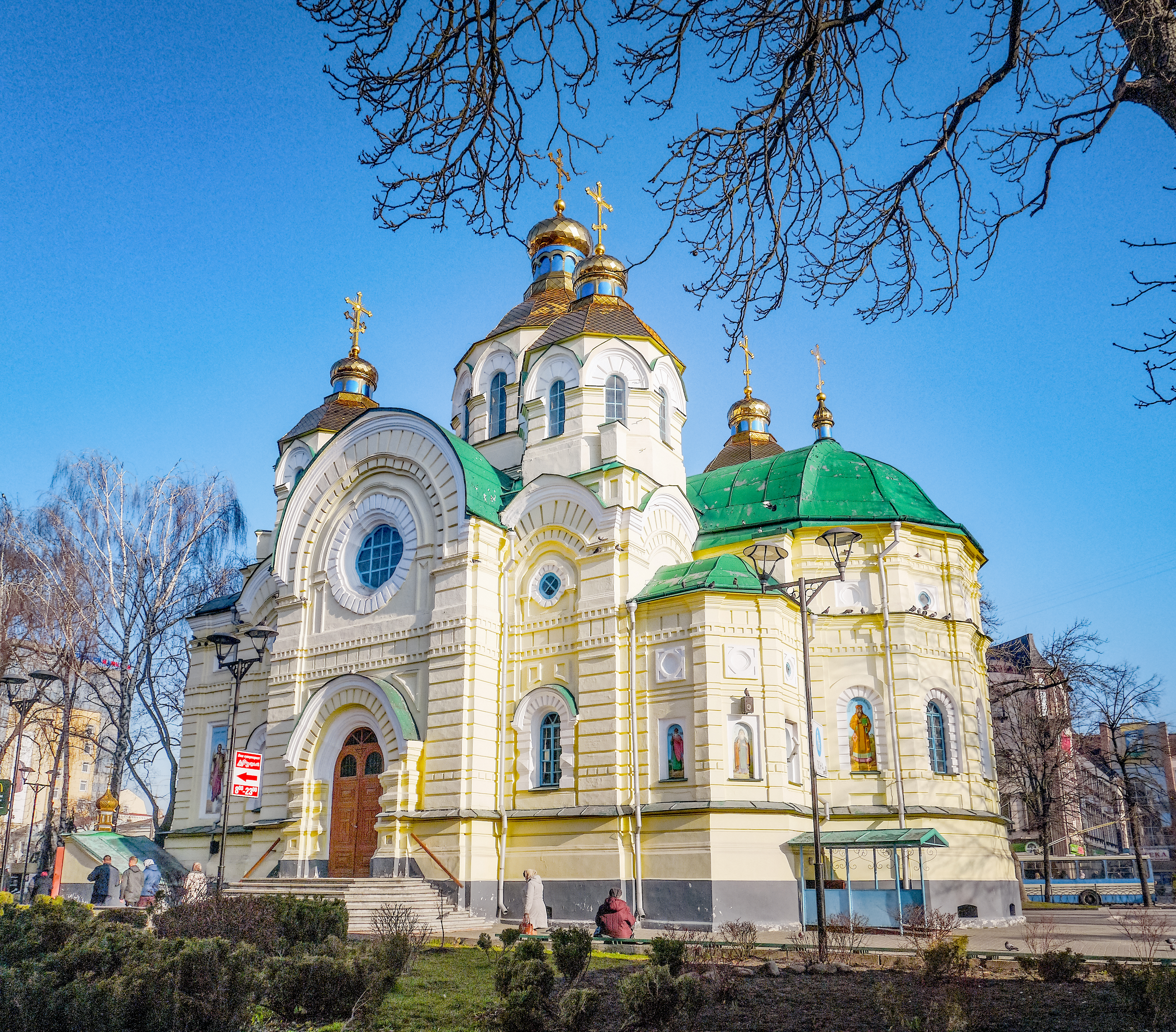
вид з півдня
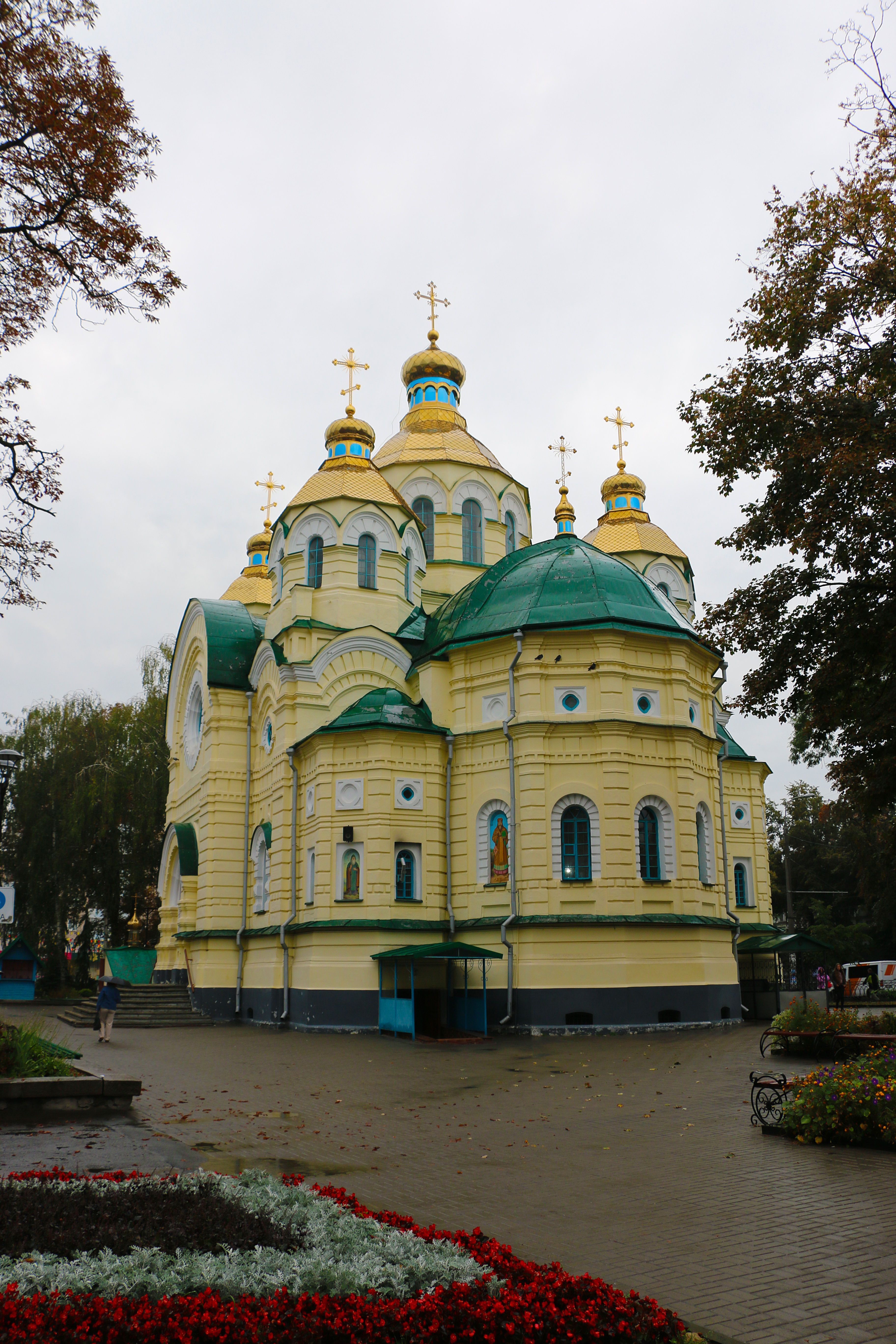
вигляд з південного сходу
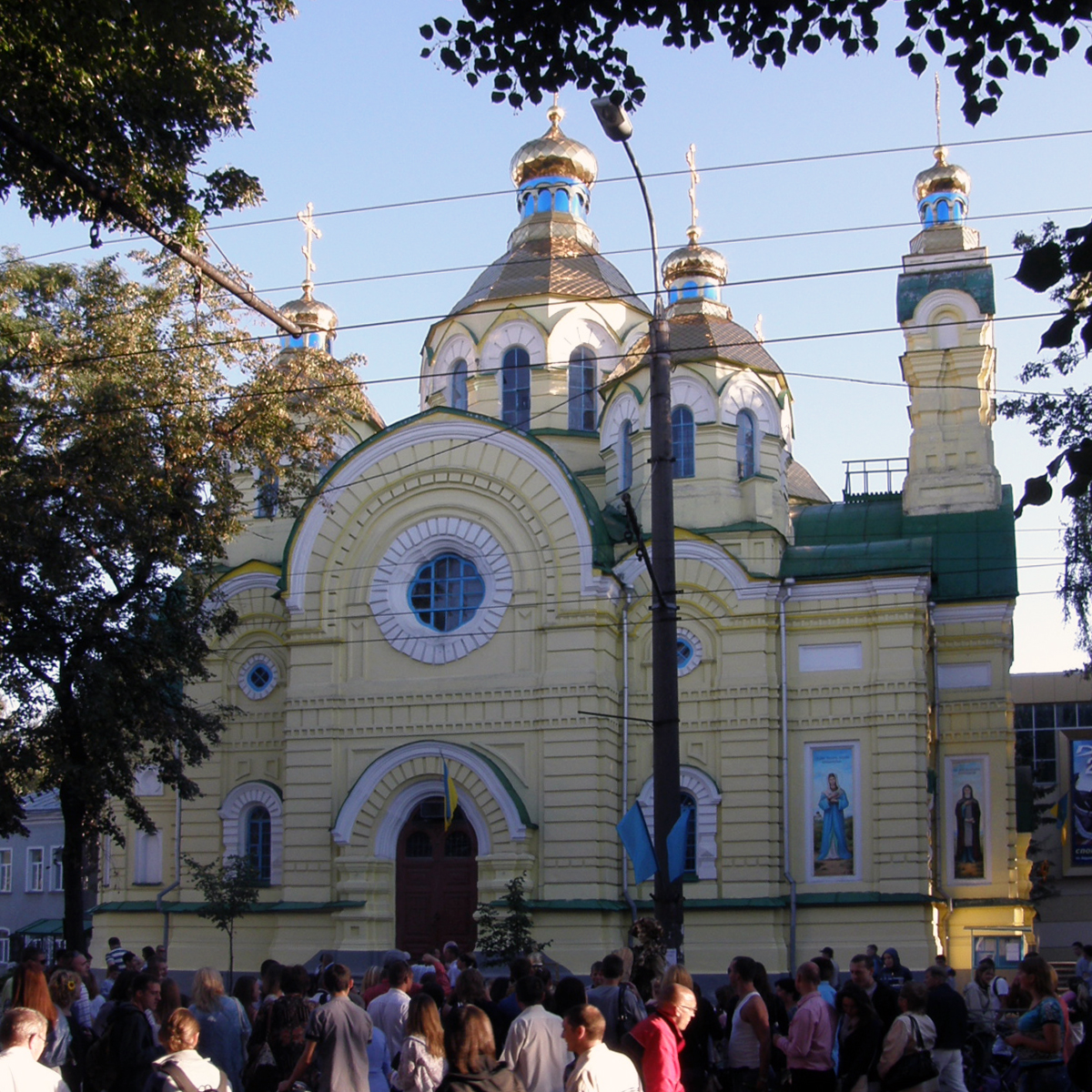
південний фасад
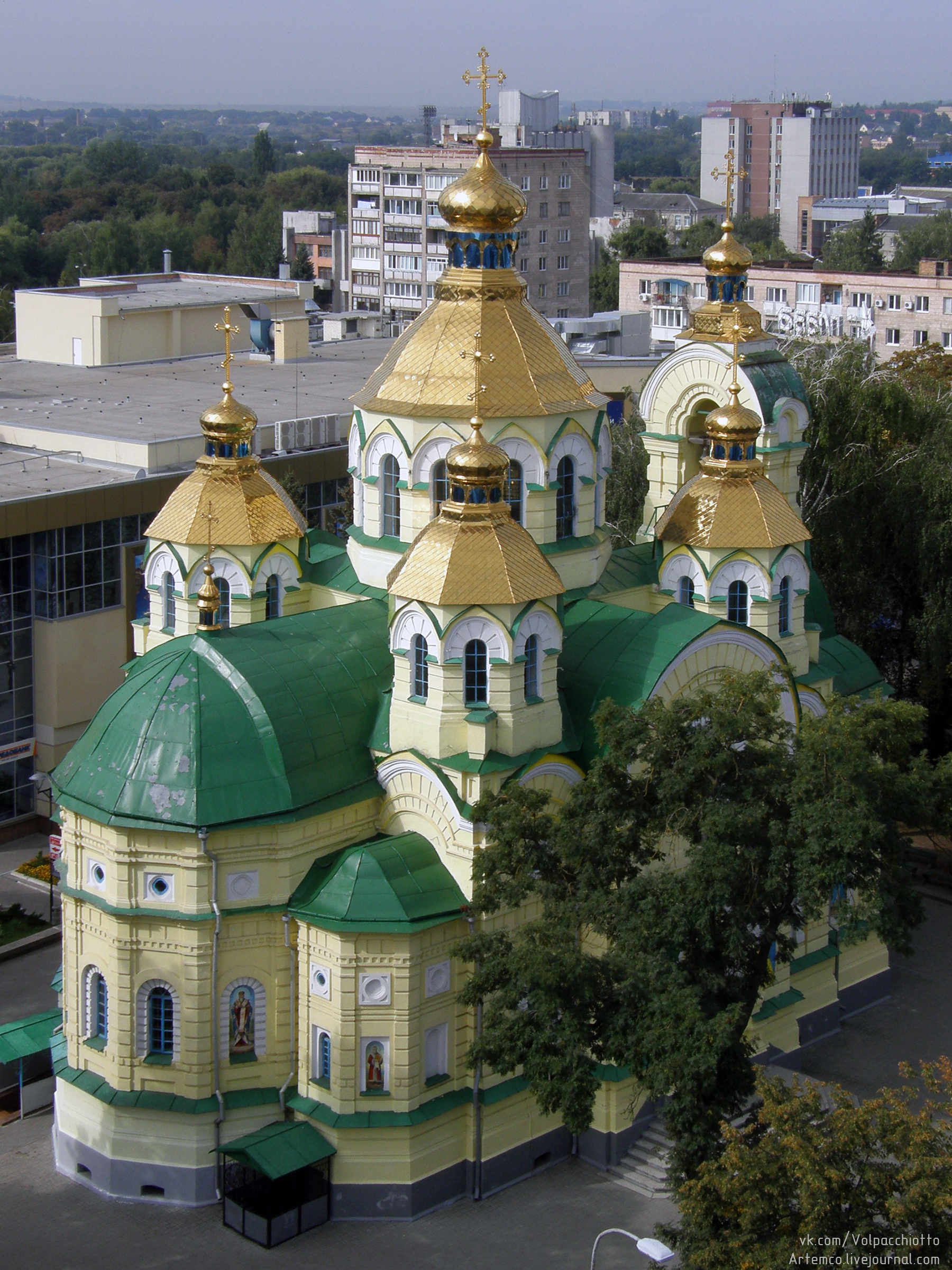
вид згори

## Історія виникнення
Православна дерев'яна Свято-Воскресенська церква в Рівному була побудована в 1731 в районі міського продовольчого ринку навпроти Будинку побуту, серед дерев'яних будівель та торгових лавок.
Вранці 12 червня (за ст. стилем) 1881 року на її долю випало тяжке випробування. Від необережного поводження з вогнем загорілася дерев'яна будівля міської пошти, яка була поруч з церквою. Полум'я охопило інші споруди, пожежа швидко розповсюджувалася. І лише з допомогою пожежної команди міста її загасили тільки ввечері. Згоріло багато будинків, торгових лавок, пошта, поліцейська дільниця та … церква. Багато сімей залишилося без житла і без головного храму міста. На його місці люди встановили дерев'яний хрест, до якого майже щодня покладали свіжі квіти. Так тривало до реконструкції продовольчого ринку міста в 70-х роках XX століття, коли на цьому місці побудували споруду з буквами «Ч» і «Ж».Але, попри це лихо, мешканці міста зі ще більшою вірою в Господа приходили на богослужіння до Свято-Успенської (Омелянівської) церкви по вулиці Шевченка, Свято-Преображенської церкви в приміщенні Реального училища (краєзнавчий музей міста по вул. Драгоманова), церкви св. Стефана (частина міста «Грабник»). Всі ці церкви, за винятком церкви в приміщенні Реального училища, були дерев'яні та невеличкі і не вміщували всіх бажаючих мирян

### Мурований храм
Новий храм вирішили побудувати в центрі Рівного на місці дерев'яної церкви Воскресіння Христового, збудованої в 1580 році та заснованої ще княгинею Марією Несвицькою-Рівненською, яка згоріла за часів татаро-монгольської навали.
Проект нового храму розробив архітектор Дейнека. На плані собор має хрестоподібну побудову: середній, найбільший, купол та чотири маленьких, низеньких, по кутах. Із заходу над головним входом надбудована дзвіниця у вигляді міцної арки з невеличким куполом.
На закладення будівництва нового храму місто очікувало приїзду імператора Олександра III з членами сім'ї, який повинен був бути 25 серпня 1890 року на Волині на військових маневрах двох округів — Варшавського та Київського. Після трьох днів маневрів Олександр III разом зі своєю свитою виїхав до Тараканівського форту (Дубенський р-н).
Після маневрів усі поїхали в Рівне через Дубно, де побували в місцевому соборі, в якому знаходилась ікона Божої Матері, подарована в XVI столітті князем Костянтином Острозьким.
На станції Рівного Олександра III, його дружину Марію Федорівну, Цесаревича, Великого князя Миколу Олександровича, Велику княжну Ксенію Олександрівну та інших осіб зустрічали влада міста, краю, представники Волинської губернії та володар Рівного князь Любомирський. Після зустрічі величні особи попрямували до Реального училища, яке підготували під їх резиденцію. На першому поверсі знаходилась невеличка церква Преображення Господнього, а з балкону другого поверху можна було бачити замок князів Любомирських. 30 серпня 1890 року на день Ангела Олександра III почалося богослужіння, яке проводив преосвященний Модест, єпископ Волинський та Житомирський. Після закінчення богослужіння почалося закладення нового храму та освячення місця вівтаря та престолу нової церкви, куди Олександр III поклав срібні та золоті монети, потім поклав на вапняний розчин першу цеглу у фундамент майбутнього храму. Такі цегли були покладені царицею, Цесаревичем і Великою княжною. Після закінчення церемонії величні особи відбули у свою резиденцію.
2 вересня 1890 року в церкві Реального училища міста відбулося богослужіння. На літургію, крім хору вихованців училища, були запрошені учні з Острога, учениці Острозького жіночого графа Блудова училища, яке проіснувало до 1923 року (після декількох реформувань на його базі зі здобуттям незалежності України в 1996 році було відкрито «Острозьку академію». Після цього відбувся огляд військ Київського та Варшавського округів і царські особи та їх свита відбули з Рівного…
Будівництво соборного храму планувалося провести впродовж чотирьох років, але треба було додатково закріпити землю з допомогою 1200 дубових паль, які забивали протягом року. На будівництво нового храму з казни було виділено 86 тисяч рублів. Кошти на його оздоблення виділив начальник краю граф Ігнатьєв. На них закупили для собору все необхідне, а в Києві в художній майстерні О. Мурашка був замовлений головний триярусний іконостас. Всі ікони були скопійовані з ікон великих художників. Погост був вимощений каменем близько 480 м² і загороджений металевим парканом. Поряд з новим храмом було побудовано ще двоповерховий будинок, в якому з 1936 по 1939 роки розміщувався музей господарства Волині, а за часів радянської влади з літа 1946 року знаходився Палац піонерів міста до 1985 року, коли побудували новий Палац дітей та молоді по вулиці Князя Володимира. Нині в цьому будинку розміщується Єпархіальне управління та семінарія.
Освячення нового Соборного храму було проведено 8 жовтня за старим стилем 1895 року преосвященним Модестом, єпископом Волинським і Житомирським, та запрошеним духовенством з Почаєва, Кременця та Житомира. Спочатку новий храм мав назву Олександрівський, потім йому повертають першу назву — Свято-Воскресенський собор. У 1912 році собор отримує в дар від Патріарха Єрусалимського церковні реліквії та декілька дорогоцінних ікон.

### Польща
У 1931 році проводиться ремонт соборної церкви, а в 1932—1933 роках на пожертви вдови генерала Конопка будівельною конторою Казиміра Шеліги біля Свято-Воскресенського Собору з боку головної вулиці міста будується велична дзвіниця з головним арочним входом на церковне подвір'я з іконною, свічковою та квітковою лавками з боків.

### УРСР
За радянських часів згідно з планом реконструкції центру міста передбачалося його знести, а на його місці побудувати торговельний центр.
У лютому 1962 року влада закриває собор та зносить деякі церковні будинки та організували у нижній частині рибний склад.
У приміщенні собору відкривають музей космонавтики та наукового атеїзму.
Восени 1964 року за рішенням радянської влади дзвіницю разом з капличкою та огорожу соборного подвір'я зносять. Усі наступні роки головний храм міста зазнавав різних потрясінь.
І тільки після 27 років такого знущання та різних поневірянь в квітні 1989 року, в період святкування тисячоліття хрещення Русі, храм повернули православній церкві, і Свято-Воскресенський собор знову зустрів своїх прихожан.

### Незалежна Україна
У верхньому храмі служіння веде Православна церква України, в нижньому храмі діє громада РПЦвУ.

## Духовенство

### Верхній храм
- Настоятель — Митрополит Рівненський і Острозький Іларіон.
- Ключар — Протоієрей В'ячеслав Грицак.
- Клірики — Протоієрей Сергій Лучанін; Протоієрей Іван Пилипчук; Протоієрей Борис Оплаканець; Протоієрей Василь Рудницький;
- Протодиякон Петро Честковський; Протодиякон Василій Стефанишин.

### Нижній храм
- Настоятель — архієпископ Рівненський і Острозький Пимен.
- Ключар — Протоієрей Михаїл Мартинюк.
- Клірики — Протоієрей Григорій Федорчук; Протоієрей Богдан Кутуза; Протоієрей Володимир Міщук; Протоієрей Тарасій Поліщук.
- Протодиякон Василій Любечко; Протодиякон Василій Дворак.